# بروس بورتر
بروس بورتر (بالإنجليزية: Bruce Porter)‏ هو رسام وصحفي أمريكي، ولد في 23 فبراير 1865 في سان فرانسيسكو في الولايات المتحدة، وتوفي بنفس المكان في 25 نوفمبر 1953.